# Кастельнуово-Боцценте
Кастельнуово-Боцценте (італ. Castelnuovo Bozzente) — муніципалітет в Італії, у регіоні Ломбардія, провінція Комо.
Кастельнуово-Боцценте розташоване на відстані близько 520 км на північний захід від Рима, 39 км на північний захід від Мілана, 12 км на південний захід від Комо.
Населення — 922 особи (2014).
Щорічний фестиваль відбувається 11 листопада. Покровитель — святий Мартин.

## Демографія
Населення за роками:

Станом на 1 січня 2023 року в муніципалітеті офіційно проживало 14 іноземців з 6 країн, серед них 3 громадяни країн Євросоюзу та 2 громадяни України.

## Сусідні муніципалітети
- Апп'яно-Джентіле
- Берегаццо-кон-Фільяро
- Бінаго
- Традате
- Венегоно-Інферіоре